# 510. pr. n. št.
510. pr. n. št. je deveto desetletje v 6. stoletju pr. n. št. med letoma 519 pr. n. št. in 510 pr. n. št.. 